# Mabel Agyemang

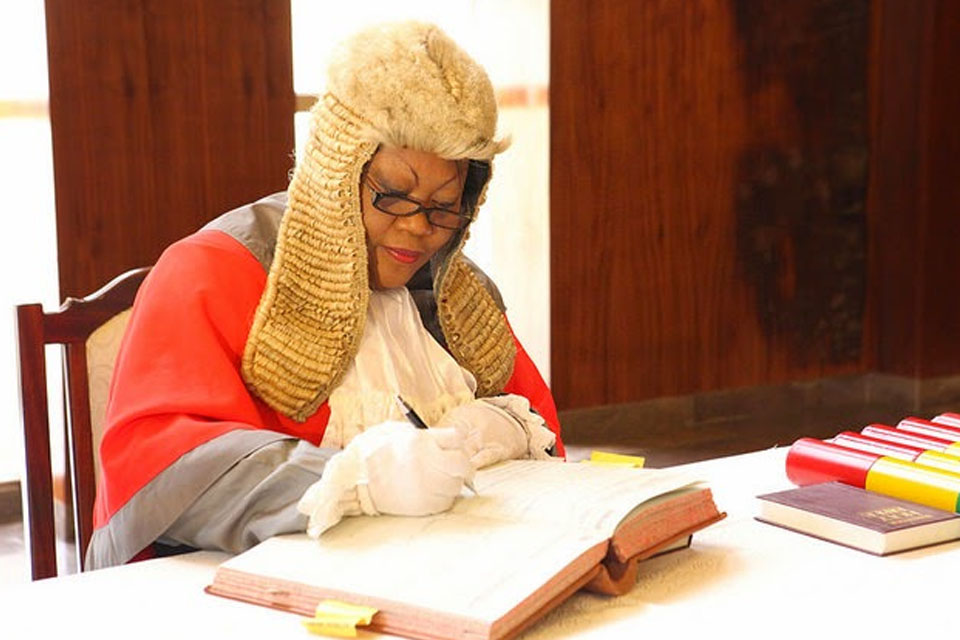
Mabel Agyemang

Mabel Maame Agyemang (geb. Mabel Banful; auch: Mabel Maame Yamoa; geb. 3. November 1962 in Kumasi (Ghana)) ist eine ghanaische Juristin.

## Leben
Agyemang studierte an der Universität von Ghana Rechtswissenschaften. 1987 erhielt sie ihre Zulassung als Anwältin.
Sie wurde 2002 zur Richterin am ghanaischen High Court ernannt.
Sie begann 2004 als Juristin für das Commonwealth Secretariat zu arbeiten und war zunächst vier Jahre als Richterin am High Court in Gambia. Im Anschluss war sie ab Oktober 2008 für zwei Jahre am High Court in Eswatini. 
Im Juli 2013 kehrte sie nach Gambia zurück und wurde von Präsident Yahya Jammeh zur Chief Justice ernannt, aber bereits nach einem halben Jahr wieder entlassen. Sie war die erste Frau auf diesem Posten. Nach Angaben Jammehs habe sie im Auftrag eines anderen Landes agiert und sei einfach verschwunden.
Im Februar 2020 wurde sie von Nigel Dakin zur Chief Justice der Turks- und Caicosinseln ernannt. Bei der Ernennung würdigte er ihre Abreise aus Gambia als Zeichen der Integrität und des Muts gegenüber einem Diktator.